# HD 25887
HD 25887，又名CP-85 44，SAO 258356、HR 1271，是一颗恒星，视星等为6.41，位于銀經299.2，銀緯-30.56，其B1900.0坐标为赤經4h 0m 55.2s，赤緯-85° -30.56′ 32″。